# L'Arme secrète
Pour les articles homonymes, voir Arme secrète.
L'Arme secrète (L'arma segreta) est une nouvelle de science-fiction de Dino Buzzati, incluse dans le recueil Le K publié en 1966.

## Résumé
Les États-Unis et l'URSS sont en conflit pour savoir qui doit prendre possession de la terre de Whipping en Antarctique. Les menaces vont bon train entre les deux nations jusqu'à ce que les Soviétiques adressent un ultimatum : la terre de Whipping doit être évacuée sous peine de voir tomber l'arme la plus destructrice qui soit. L'ultimatum arrivant à son terme et la terre de Whipping n'étant toujours pas évacuée, l'arme secrète s'abat sur le territoire américain. 
Or les Américains ont presque simultanément envoyé la leur, qui se trouve d'ailleurs être similaire. Il s'ensuit alors une situation surréaliste : cette arme est un gaz agissant sur le cerveau qui fait accepter les idéaux de ses adversaires. Les Américains se disent donc convaincus de la justesse du communisme. Les Russes, quant à eux, le rejettent et embrassent le capitalisme. Les deux camps se retrouvent alors à nouveau face à face.